# Scopula lechrioloma
Scopula lechrioloma là một loài bướm đêm trong họ Geometridae.